# Lopidea barberi
Lopidea barberi är en insektsart som beskrevs av Knight 1962. Lopidea barberi ingår i släktet Lopidea och familjen ängsskinnbaggar. Inga underarter finns listade i Catalogue of Life.